# Corito
Corito (em grego: Κορυτός/Κορυτόν; romaniz.: Koritós/Korytós ou Korytón; em macedônio/macedónio: Коритос/Коритон) foi uma cidade-fortaleza medieval na rota Escópia-Estrúmica situada um dia a pé de Escópia, na República da Macedônia. O geógrafo árabe Dreses menciona-a como Curta. A cidade é mencionada em duas fontes dos séculos XII-XIII, e é identificada com a Guriste da Planície de Ovce ("Ovelha"). Alguns historiadores acreditam que esta cidade foi na verdade Cratovo , e que este seria o verdadeiro nome da cidade medieval.